# As Aventuras de Vasco
As Aventuras de Vasco (em francês: Les 9 Destins de Valdo) é um videojogo educativo de aventura desenvolvido pela Ubi Soft Entertainment Software e com direção de Alexis Nolent, lançado em 1997 para o Windows 3.1.
Com visuais em estilo desenho animado 2D, o jogo transporta os jogadores para Lisboa em 1580, no auge da Era dos Descobrimentos. No papel de Vasco (ou Valdo na versão francesa), um jovem português, os jogadores embarcam no galeão São Bartolomeu rumo ao Japão, desvendando enigmas, explorando terras exóticas e reunindo fragmentos de um mapa do tesouro.
O jogo, totalmente traduzido e dobrado em português, foi distribuído em Portugal pela Ecofilmes, com o apoio da Comissão Nacional dos Descobrimentos Portugueses e do Ministério dos Negócios Estrangeiros através do Instituto Camões.
O jogo alcançou as 100 000 cópias vendidas em França.

## Sinopse
No porto de Lisboa, em 1580, Valdo (ou Vasco na versão portuguesa), um jovem rapaz filho de um mercador, embarca a bordo do galeão São Bartolomeu rumo ao Japão.
Ao longo da travessia, marcada por tempestades no Cabo da Boa Esperança, ataques de piratas, e terras exóticos na África e na Índia, Vasco encontra fragmentos de um antigo mapa do tesouro, que pertenceu a um marinheiro que agora assombra o galeão como um fantasma.
Durante o percurso, Vasco é acompanhado por Marie, uma jovem francesa, e cruza-se com figuras históricas como o cronista Fernão Mendes Pinto e o almirante chinês Cheng Ho.

## Jogabilidade
As Aventuras de Vasco é um jogo de aventura point-and-click, em que a jogabilidade baseia-se na exploração, na interacção com as personagens, na recolha de objetos e na resolução de puzzles. A narrativa não é linear, com nove finais possíveis que dependem das acções do jogador.
O jogo inclui puzzles, alguns dos quais exigem conhecimentos adquiridos ao longo da viagem. O Diário de Bordo do Capitão é uma ferramenta que permite registar descobertas e resolver esses puzzles. Além dos puzzles, o jogo inclui minijogos com vários níveis de dificuldade.
O jogo tem um componente didático-cultural, apoiado por recursos como um glossário de termos náuticos, uma cronologia que contextualiza historicamente os eventos, uma secção enciclopédica sobre as expedições e descobertas científicas do século XVI, e uma bibliografia recomendada.
O jogo também permitia a ligação à Internet para descarregar níveis adicionais.

## Recepção
A PC Team elogiou o empenho do jogo em proporcionar uma aventura histórica educativa. A revista Joystick considerou que o jogo proporcionava uma bela experiência aos jogadores. A PC Mag considerou que o jogo proporcionava um «ambiente de aprendizagem altamente divertido». O Expresso elogiou o rigor histórico do jogo e a banda sonora, que evoca a «atmosfera da época e dos países visitados». A revista PC manía recomendou o jogo devido à sua componente didática e aos seus minijogos. A PC Player considera que os quebra-cabeças são simultaneamente educativos e divertidos, e compara os gráficos do jogo a uma banda desenhada. A JeuxVideoPC.com elogiou as personalidades, o humor, o conteúdo educativo, e por ser adequado para todas as idades. A Just Adventure elogiou os quebra-cabeças, afirmando que são acessíveis às crianças e divertidos para os adultos.
A Associação de Professores de História (APH) de Portugal elogiou a qualidade da animação, do som (incluindo vozes, música e ambiente), e o «rigor da informação científica e cultural da época».